# Ювілейна селищна територіальна громада
Ювілейна сільська територіальна громада —  територіальна громада в Україні, в Херсонському районі Херсонської області. Адміністративний центр — селище Ювілейне.
Площа громади — 342,56 км², населення — 5824 мешканці (2017).
Утворена 20 липня 2017 року шляхом об'єднання Подо-Калинівської, Щасливської та Ювілейної сільських рад Олешківського району.
19 липня 2020 року, в результаті адміністративно-територіальної реформи та ліквідації Олешківського району, увійшла до складу Херсонського району.

## Населені пункти
До складу громади входять 3 селища (Нова Маячка, Щасливе, Ювілейне) і 5 сіл: Дружне, Марченка, Подо-Калинівка, Привільне, Стара Маячка.